# Антонова Олена Анатоліївна (синхронна плавчиня)
Антонова Олена Анатоліївна (10 жовтня 1974) — російська синхронна плавчиня.
Олімпійська чемпіонка 2000 року, учасниця 1996 року.